# Medienpädagogik Zentrum Hamburg
Das Medienpädagogik Zentrum Hamburg e. V. ist ein selbstverwaltetes, nicht kommerziell ausgerichtetes Medienzentrum, das seit 1973 besteht. Es ist das älteste in seiner ursprünglichen Form erhaltene alternative Medienzentrum in Deutschland. Im Zentrum der Aktivitäten stehen Videoproduktionen, Veranstaltungen und Medienprojekte, die sich an einer kritischen Medienkultur orientieren. Das im Hamburger Stadtteils Sternschanze gelegene Medienzentrum unterhält ein öffentlich zugängliches Videoarchiv.

## Geschichte
Das Medienpädagogik Zentrum Hamburg e. V. ging im Kontext der Neuen Sozialen Bewegungen 1973 aus einem Zusammenschluss von Kunst- und Pädagogik-Studenten in Hamburg hervor, die sich als Videogruppe konstituierten und positiv auf die damals in der BRD entstehenden Konzepte von Gegenöffentlichkeit, Gegenkultur und kritisch-alternativer Medienarbeit bezogen. Ermutigt wurden die Gründer des Medienpädagogik Zentrum Hamburg e. V. durch die Entstehung erster Videogruppen in den USA (Newsreel) und in Frankreich (Vidéo Militant). Diese hatten sich Ende der 1960er Jahre die zuerst in den USA erhältliche, mobiler und preiswerter gewordene frühe Videotechnik (Portapak) angeeignet. Waren die ersten in den siebziger Jahren in der BRD gegründeten Film- und Videogruppen wie die "VAM-Video Audio Media" (Berlin) oder die Videogruppe "Telewissen" (Darmstadt) noch technisch wie konzeptionell am Fernsehen orientiert, grenzte sich die in deren Folge entstehende Videobewegung davon ab. Das Medienpädagogik Zentrum Hamburg e. V. wie auch andere zu dieser Zeit entstandene Videogruppen ("MedienOperative Berlin e. V.", "Medienwerkstatt Freiburg" oder die Videogenossenschaft Basel) verfolgten einen medienpädagogischen und medienkritischen Ansatz: es ging ihnen um institutionell unabhängige Produktions- und Distributionsstrukturen. Die Videogruppen wollten eine Alternative zur herrschenden Medienlandschaft sein und aktive Gegenöffentlichkeit schaffen. Nicht selten verstanden sich die meisten Videogruppen selbst als medienproduzierender Teil der Alternativen Bewegung und wurden so Vorläufer und Wegbereiter des Graswurzel-Journalismus und Offener Kanäle in der BRD. In den achtziger Jahren, einer Hochzeit der Videobewegung, entstanden mehrere Videogruppen und Medienzentren, die sich konzeptionell an die Erfahrungen und Arbeiten der Videogruppen anlehnten und noch heute den Begriff des Videoaktivismus mitprägen.

## Arbeitsweise
Seit seiner Gründung verfolgt das Medienpädagogik Zentrum Hamburg e. V. im Rahmen seiner Grundkonzeption einen emanzipatorischen, medienpädagogischen Ansatz. Gestützt auf Theorien und Arbeitsansätze, die von Tretjakow, Wertow und Brecht über Enzensberger, Negt und Kluge reichen, will das Medienpädagogik Zentrum Hamburg e. V. den emanzipatorischen und engagierten Mediengebrauch fördern. Auch Medienproduktion und Vertrieb sollen nicht wie im herrschenden Medienbetrieb allein Sache von Experten oder Privilegierten sein, oder sich gar an kommerziellen Kriterien ausrichten. Das Ziel ist die Herstellung einer eigenständigen, institutionell unabhängigen Medienkultur, in der alternative Medienprojekte entstehen können. In diesem Zusammenhang entstanden viele Videoproduktionen zu Themen wie der Anti-Atomkraft-Bewegung oder zu den bundesweit bekannten Auseinandersetzungen um die besetzten Häuser der Hafenstraße in Hamburg. Neben Video- und Medienproduktionen und Produktionshilfe umfasst das Arbeitsfeld des Medienpädagogik Zentrum Hamburg e. V. auch Publikationen, Medienprojekte und Veranstaltungen. Zu den Schwerpunkten zählen Pflege des Archivs und des Verleihs. Die Arbeit wird finanziert über Spenden, Mitgliedsbeiträge und Einnahmen aus dem eigenen Videoverleih und -verkauf.